# جووانی دا وراتزانو

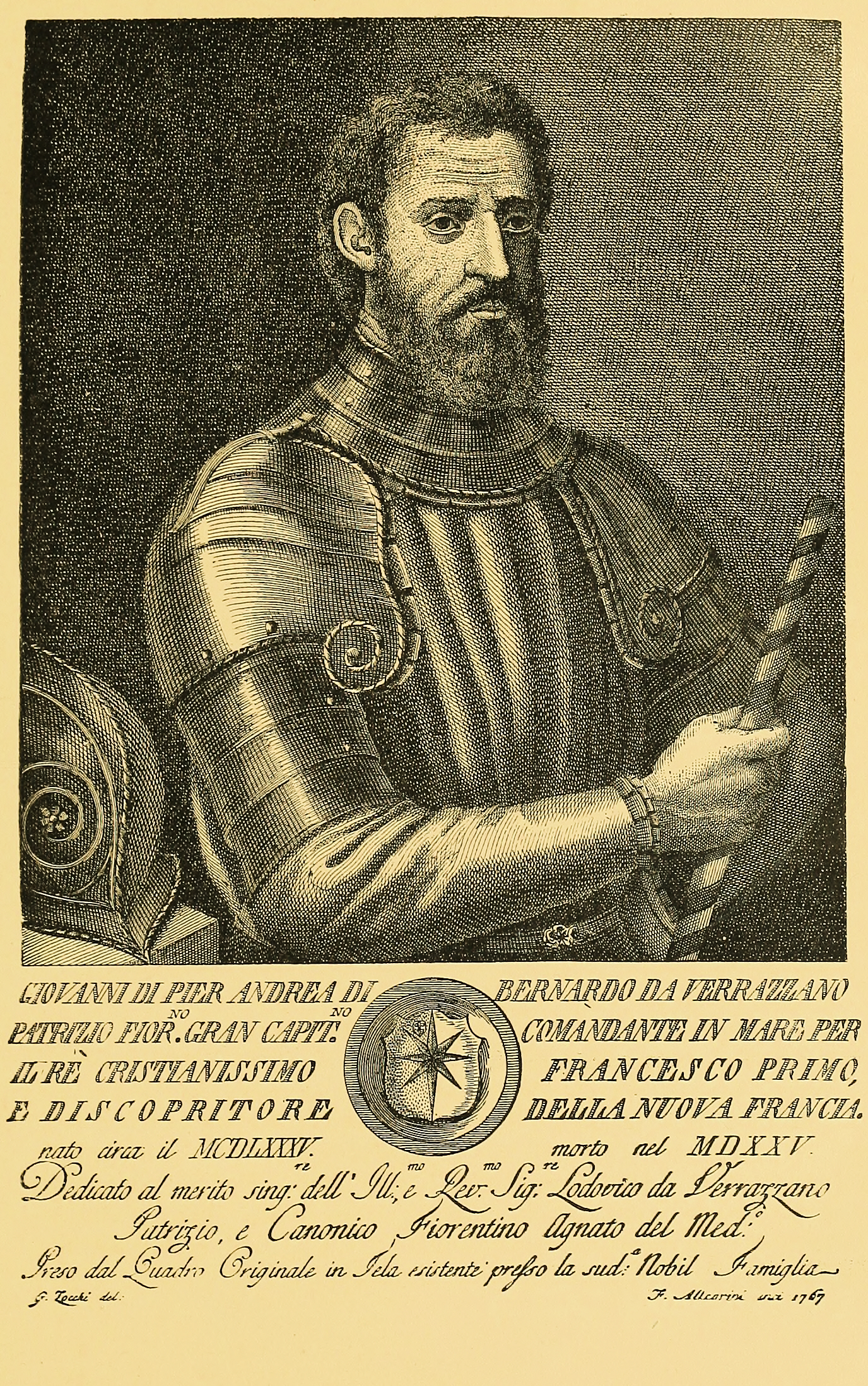
جیووانی دا وراتزانو

جووانی دا وراتزانو (به ایتالیایی: Giovanni da Verrazzano)(زادهٔ پیرامون ۱۴۸۵- مرگ پیرامون ۱۵۲۸) جستجوگر و کاشف ایتالیایی بود. وی که در خدمت پادشاه فرانسه بود اکتشافاتی را در آمریکای شمالی انجام‌داد. او از روزگاری که پای وایکینگها به کرانه‌های شمالی آمریکا بازشد نخستین اروپایی بود که کرانه‌های اقیانوس اطلس آمریکای شمالی را می‌کاوید. او فاصلهٔ میان نیوفاندلند تا کارولینای جنوبی و کارولینای شمالی را درنوردیده‌بود.
هدف او از کاوش‌های دریایی یافتن راهی تازه به اقیانوس آرام برای دستیابی زودتر به چین بود. او سه بار به آمریکا سفر کرد.
دربارهٔ چگونگی مرگش آگاهی درستی در دست نیست. برخی گزارش کرده‌اند که او به دست سرخ‌پوستان کشته‌شد و برخی او را کشته‌شده به دست اسپانیاییان می‌دانند.